# Les Floxhes
Les Floxhes est un hameau de la commune belge d'Anthisnes en province de Liège.
Avant la fusion des communes, le hameau faisait déjà partie de la commune d'Anthisnes.

## Situation
Le hameau des Floxhes se situe au sud-ouest d'Anthisnes et de Vien sur un tige du Condroz à une altitude de 260 m.
Le petit hameau de Viegeay composé d'une demi-douzaine d'habitations dont deux fermettes anciennes est implanté à quelque 300 m à l'ouest des Floxhes.

## Description
Dans un environnement de prairies et de champs cultivés, ce hameau rural s'est développé autour d'une place triangulaire et herbeuse où se dressent un imposant tilleul à petites feuilles connu pour être un arbre à clous et une borne datée de 1768 qui marquait la limite entre la principauté de Liège et celle de Stavelot-Malmedy. On plantait des clous dans le tronc de ce tilleul pour être guéri de maux de dents. Une petite potale mariale est accrochée au tronc. Cet arbre remarquable est repris sur la liste du patrimoine immobilier classé d'Anthisnes.